# Verein für Leibesübungen Bochum 1848
El Verein für Leibesübungen Bochum 1848 és un club esportiu alemany de la ciutat de Bochum, a Rin del Nord-Westfàlia.

## Història
El VfL és un dels clubs esportius més antics d'Alemanya, quan el 26 de juliol de 1848 el diari local Märkischer Sprecher va fer una crida per a la creació d'un club gimnàstic. El Bochumer Turnverein fou creat finalment el 18 de febrer de 1849.
El futbol, en canvi, apareix l'any 1906 amb la creació del Fußballklub 06, més tard anomenat SV Germania 06 Bochum. Un altre club fou el Spiel und Sport Bochum fundat el 1908. Després de fusionar-se amb un altre club local el 1919, aquest es reanomenà TuS Bochum 1848.
Ambdós clubs participaren en la Gauliga Westfalen. El VfL Bochum nasqué quan el règim nazi ordenà la fusió de TuS, Germania, i Turnverein Bochum 1848 el 14 d'abril de 1938. El 1943 i fins al final de la guerra, jugà combinat amb un altre club formant el Kriegsspielgemeinschaft (KSG) VfL 1848 Bochum/Preußen Bochum. Finalitzada la contesa bèl·lica se separaren en la secció de futbol, el VfL Bochum Fussballgemeinschaft 1848 i el Preußen Bochum que baixà a les categories amateurs.
Avui dia, el club té seccions d'atletisme, bàdminton, basquetbol, dansa, esgrima, gimnàstica, handbol, hoquei sobre herba, natació, tennis taula, tennis, i voleibol.

## Palmarès
- 2. Bundesliga: 1994, 1996, 2006
- Fou finalista de la Copa alemanya de futbol els anys 1968 i 1988

## Jugadors

### Plantilla 2024–2025
A 3 febrer 2025 
| N. | Pos. | Nac. | Jugador                                       |
| -- | ---- | --- | --------------------------------------------- |
| 1  | POR  | [[Fitxer:Flag of Germany.svg\|23x15px\|border \|alt=Alemanya\|link=Selecció de futbol d'Alemanya\|{{#if:\|]]                      | Timo Horn                                     |
| 2  | DEF  | [[Fitxer:Flag of Costa Rica.svg\|23x15px\|border \|alt=Costa Rica\|link=Selecció de futbol de Costa Rica\|{{#if:\|]]              | Cristian Gamboa                               |
| 4  | DEF  | [[Fitxer:Flag of Serbia.svg\|23x15px\|border \|alt=Sèrbia\|link=Selecció de futbol de Sèrbia\|{{#if:\|]]                          | Erhan Mašović                                 |
| 5  | DEF  | [[Fitxer:Flag of Brazil.svg\|23x15px\|border \|alt=Brasil\|link=Selecció de futbol del Brasil\|{{#if:\|]]                         | Bernardo                                      |
| 6  | MIG  | [[Fitxer:Flag of Mali.svg\|23x15px\|border \|alt=Mali\|link=Selecció de futbol de Mali\|{{#if:\|]]                                | Ibrahima Sissoko                              |
| 8  | MIG  | [[Fitxer:Flag of France (1794–1815, 1830–1974).svg\|23x15px\|border \|alt=França\|link=Selecció de futbol de França\|{{#if:\|]]   | Anthony Losilla (capità)                      |
| 9  | DAV  | [[Fitxer:Flag of the Netherlands.svg\|23x15px\|border \|alt=Països Baixos\|link=Selecció de futbol dels Països Baixos\|{{#if:\|]] | Myron Boadu (cedit per l'AS Monaco)           |
| 10 | MIG  | [[Fitxer:Flag of the Netherlands.svg\|23x15px\|border \|alt=Països Baixos\|link=Selecció de futbol dels Països Baixos\|{{#if:\|]] | Dani de Wit                                   |
| 11 | DAV  | [[Fitxer:Flag of Greece.svg\|23x15px\|border \|alt=Grècia\|link=Selecció de futbol de Grècia\|{{#if:\|]]                          | Georgios Masouras (cedit per l'Olympiakos FC) |
| 13 | DEF  | [[Fitxer:Flag of Croatia.svg\|23x15px\|border \|alt=Croàcia\|link=Selecció de futbol de Croàcia\|{{#if:\|]]                       | Jakov Medić (cedit per l'AFC Ajax)            |
| 14 | DEF  | [[Fitxer:Flag of Germany.svg\|23x15px\|border \|alt=Alemanya\|link=Selecció de futbol d'Alemanya\|{{#if:\|]]                      | Tim Oermann                                   |
| 15 | DEF  | [[Fitxer:Flag of Germany.svg\|23x15px\|border \|alt=Alemanya\|link=Selecció de futbol d'Alemanya\|{{#if:\|]]                      | Felix Passlack                                |
| 16 | MIG  | [[Fitxer:Flag of Germany.svg\|23x15px\|border \|alt=Alemanya\|link=Selecció de futbol d'Alemanya\|{{#if:\|]]                      | Niklas Jahn                                   |
| 17 | MIG  | [[Fitxer:Flag of Germany.svg\|23x15px\|border \|alt=Alemanya\|link=Selecció de futbol d'Alemanya\|{{#if:\|]]                      | Tom Krauß (cedit pel Mainz 05)                |

| N. | Pos. | Nac. | Jugador            |
| -- | ---- | --- | ------------------ |
| 18 | DAV  | [[Fitxer:Flag of Germany.svg\|23x15px\|border \|alt=Alemanya\|link=Selecció de futbol d'Alemanya\|{{#if:\|]]                | Samuel Bamba       |
| 19 | MIG  | [[Fitxer:Flag of Slovakia.svg\|23x15px\|border \|alt=Eslovàquia\|link=Selecció de futbol d'Eslovàquia\|{{#if:\|]]           | Matúš Bero         |
| 20 | DEF  | [[Fitxer:Flag of Ukraine.svg\|23x15px\|border \|alt=Ucraïna\|link=Selecció de futbol d'Ucraïna\|{{#if:\|]]                  | Ivan Ordets        |
| 21 | DAV  | [[Fitxer:Flag of the Philippines.svg\|23x15px\|border \|alt=Filipines\|link=Selecció de futbol de les Filipines\|{{#if:\|]] | Gerrit Holtmann    |
| 23 | MIG  | [[Fitxer:Flag of Japan.svg\|23x15px\|border \|alt=Japó\|link=Selecció de futbol del Japó\|{{#if:\|]]                        | Kōji Miyoshi       |
| 24 | MIG  | [[Fitxer:Flag of Germany.svg\|23x15px\|border \|alt=Alemanya\|link=Selecció de futbol d'Alemanya\|{{#if:\|]]                | Mats Pannewig      |
| 25 | DEF  | [[Fitxer:Flag of Egypt.svg\|23x15px\|border \|alt=Egipte\|link=Selecció de futbol d'Egipte\|{{#if:\|]]                      | Mohammed Tolba     |
| 27 | POR  | [[Fitxer:Flag of Germany.svg\|23x15px\|border \|alt=Alemanya\|link=Selecció de futbol d'Alemanya\|{{#if:\|]]                | Patrick Drewes     |
| 28 | MIG  | [[Fitxer:Flag of Germany.svg\|23x15px\|border \|alt=Alemanya\|link=Selecció de futbol d'Alemanya\|{{#if:\|]]                | Lennart Koerdt     |
| 29 | DAV  | [[Fitxer:Flag of Germany.svg\|23x15px\|border \|alt=Alemanya\|link=Selecció de futbol d'Alemanya\|{{#if:\|]]                | Moritz Broschinski |
| 32 | DEF  | [[Fitxer:Flag of Germany.svg\|23x15px\|border \|alt=Alemanya\|link=Selecció de futbol d'Alemanya\|{{#if:\|]]                | Maximilian Wittek  |
| 33 | DAV  | [[Fitxer:Flag of Germany.svg\|23x15px\|border \|alt=Alemanya\|link=Selecció de futbol d'Alemanya\|{{#if:\|]]                | Philipp Hofmann    |
| 34 | POR  | [[Fitxer:Flag of Germany.svg\|23x15px\|border \|alt=Alemanya\|link=Selecció de futbol d'Alemanya\|{{#if:\|]]                | Paul Grave         |

### Futbolistes històrics destacats
| - Holger Aden - Dieter Bast - Frank Benatelli - Mirko Dickhaut - Thomas Ernst - Frank Fahrenhorst - Harry Fechner - Hermann Gerland - Dirk Helmig - Michael Hubner - Mathias Jack - Josef Kaczor - Hans-Jürgen Köper - Peter Közle | - Martin Kree - Stefan Kuntz - Michael Lameck - Uwe Leifeld - Kai Michalke - Josef Nehl - Walter Oswald - Peter Peschel - Thomas Reis - Dirk Riechmann - Hilko Ristau - Michael Rzehaczeck - Christian Schreier - Frank Schulz | - Thomas Stickroth - Franz-Josef Tenhagen - Hans Walitza - Uwe Wegmann - Andreas Wessels - Theofanis Guekas - Thordur Gudjonsson - Mehdi Mahdavikia - Rob Reekers - Tomasz Wałdoch - Eric Wynalda |

## Entrenadors
| Anys      | Entrenador                   |
| --------- | ---------------------------- |
| 1938–?    | Georg Hochgesang             |
| 1953–1956 | Emil Melcher                 |
| 1956–1960 | Herbert Widmayer             |
| 1960–1961 | Fritz Silken                 |
| 1961–1963 | Hermann Lindemann            |
| 1963–1967 | Hubert Schieth               |
| 1967–1972 | Hermann Eppenhoff            |
| 1972–1979 | Heinz Höher                  |
| 1979–1981 | Helmuth Johannsen            |
| 1981–1986 | Rolf Schafstall              |
| 1986–1988 | Hermann Gerland              |
| 1988–1989 | Franz-Josef Tenhagen         |
| 1989–1991 | Reinhard Saftig              |
| 1991      | Rolf Schafstall (assistent)  |
| 1991–1992 | Holger Osieck                |
| 1992–1995 | Jürgen Gelsdorf              |
| 1995–1999 | Klaus Toppmöller             |
| 1999      | Ernst Middendorp             |
| 1999      | Bernard Dietz (assistent)    |
| 2000–2001 | Ralf Zumdick                 |
| 2001      | Rolf Schafstall (assistent)  |
| 2001      | Bernard Dietz                |
| 2001–2005 | Peter Neururer               |
| 2005–2009 | Marcel Koller                |
| 2009      | Frank Heinemann (assistent)  |
| 2009–2010 | Heiko Herrlich               |
| 2010      | Dariusz Wosz (assistent)     |
| 2010–2011 | Friedhelm Funkel             |
| 2011–2012 | Andreas Bergmann             |
| 2012–2013 | Karsten Neitzel (assistent)  |
| 2013–2014 | Peter Neururer               |
| 2014      | Frank Heinemann (assistent)  |
| 2014–2017 | Gertjan Verbeek              |
| 2017      | Ismail Atalan                |
| 2017–2018 | Jens Rasiejewski (assistent) |
| 2018      | Heiko Butscher (assistent)   |
| 2018–2019 | Robin Dutt                   |
| 2019      | Heiko Butscher (assistent)   |
| 2019–2022 | Thomas Reis                  |
| 2022      | Heiko Butscher (assistent)   |
| 2022–2024 | Thomas Letsch                |